# آب‌مارهای دم‌کوتاه
آب‌مارهای دم‌کوتاه (نام علمی: Brachyorrhos) نام یک سرده از تیره قمچه‌ماران است.